# William Hofvander
William Andreas Hofvander, född 31 december 2001 i Stockholm, Sverige, är en svensk fotbollsspelare som spelar för Örgryte IS i Superettan, på lån från AIK.
Hofvander är född och uppvuxen i Stockholms-området. Han spelade ungdomsfotboll för Värmdö IF och IK Frej innan han gjorde senior-debut för IFK Lidingö år 2020. Efter två säsonger med Hammarby TFF skrev Hofvander på för Umeå FC där han kom att bli en stor faktor till att klubben avancerade upp till Superettan 2024. I december 2024 värvades Hofvander till den allsvenska-klubben AIK.

## Klubblagskarriär

### AIK
Hofvander värvades den 28 december 2024 av AIK, där han skrev på ett kontrakt till och med den 31 december 2026. Emellertid skadade Hofvander foten under ett träningspass på försäsong vilket ledde att han missade halva säsongen 2025.

#### Lån till Örgryte IS
Efter att rehabilterat och återigen var tillgänglig för spel lånades Hofvander ut till Superettan-klubben Örgyte IS den 17 juli 2025. Lånet gällde resterande del av säsongen 2025 och i avtalet fanns även en köpoption.
Han gjorde sin debut för klubben den 27 juli 2025 då han bytes in i den 72:a matchminuten när Örgyte krossade Östersunds FK med 6–0 på Gamla Ullevi.